# بطولة تونس للكرة الطائرة للرجال 1998-1999
بطولة تونس للكرة الطائرة للرجال 1998-1999 هو الموسم رقم 44 من بطولة تونس للكرة الطائرة للرجال.

فاز بهذا الموسم الترجي الرياضي التونسي.

## روابط خارجية
- الموقع الرسمي للجامعة التونسية للكرة الطائرة.